# Stefan Eriksson
Pour les articles homonymes, voir Eriksson.
Stefan Eriksson, né le 17 octobre 1963 à Enköping, est un joueur de tennis suédois, professionnel de 1985 à 1988.

## Carrière
En 1986, après la seule victoire de sa carrière contre un joueur membre du top 10, le Suédois Anders Järryd no 9 (7-5, 6-1), il atteint la finale au Tournoi de Cologne qu'il perd contre un autre compatriote Jonas Svensson (7-6, 2-6, 2-6).
Il a remporté un titre sur le circuit secondaire en 1987 au Challenger de Cherbourg en France contre l'Américain Jim Pugh et un autre en double en 1985 à Helsinki en Finlande sur dur en intérieur avec le Suédois Ronnie Båthman contre le Danois Morten Christensen et l'Allemand Patrik Kühnen (6-4, 3-6, 6-4).
À Wimbledon en 1987, il encaisse un des très rares 0-6, 0-6, 0-6 de l'ère Open face à son compatriote Stefan Edberg, alors no 4 mondial.

## Palmarès

### Finale en simple (1)
| No | Date       | Nom et lieu du tournoi                | Catégorie | Dotation  | Surface    | Vainqueur      | Score         |  |
| -- | ---------- | ------------------------------------- | --------- | --------- | ---------- | -------------- | ------------- |  |
| 1  | 31-03-1986 | Tournoi de tennis de Cologne, Cologne |           | 100 000 $ | Dur (int.) | Jonas Svensson | 6-7, 6-2, 6-2 |  |

## Parcours dans les tournois duGrand Chelem

### En simple
| Année | Open d'Australie | Open d'Australie | Internationaux de France | Internationaux de France | Wimbledon       | Wimbledon | US Open         | US Open |
| ----- | ---------------- | ---------------- | ------------------------ | ------------------------ | --------------- | --------- | --------------- | ------- |
| 1986  | —                | —                | 1er tour (1/64)          | M. Wostenholme           | —               | —         | 1er tour (1/64) | B. Moir |
| 1987  | —                | —                | 1er tour (1/64)          | C. Limberger             | 1er tour (1/64) | S. Edberg | —               | —       |

N.B. : à droite du résultat se trouve le nom de l'ultime adversaire.